# Tönnes Björkman
Carl Torolf Tönnes Björkman (Sanne, Munkedal, Västra Götaland, 25 de març de 1888 – Estocolm, 21 de novembre de 1959) va ser un tirador suec que va competir a començaments del segle xx.
El 1912 va prendre part en els Jocs Olímpics d'Estocolm, on disputà quatre proves del programa de tir. En la prova de rifle militar per equips guanyà la de bronze. En la prova de rifle lliure, 300 metres tres posicions finalitzà en vuitena posició, en rifle militar, 3 posicions en catorzena i en rifle lliure, 600 metres vint-i-cinquè.